# Feminismo liberal

El feminismo liberal es una forma individualista de teoría feminista centrada en la capacidad de las mujeres para mantener su equidad a través de sus propias acciones y decisiones. Las feministas liberales argumentan que la sociedad tiene la falsa creencia de que las mujeres son, por naturaleza, menos capaces que los hombres intelectual y físicamente, por lo tanto, tiende a discriminar a las mujeres en la academia, el foro y el mercado. Las feministas liberales creen que "la subordinación femenina se basa en un conjunto de restricciones de costumbres y legales que les oprimen y bloquean su entrada y el éxito en el llamado espacio público". Su lucha es, pues, lograr la igualdad entre los sexos a través de la reforma política y legal.

## Historia

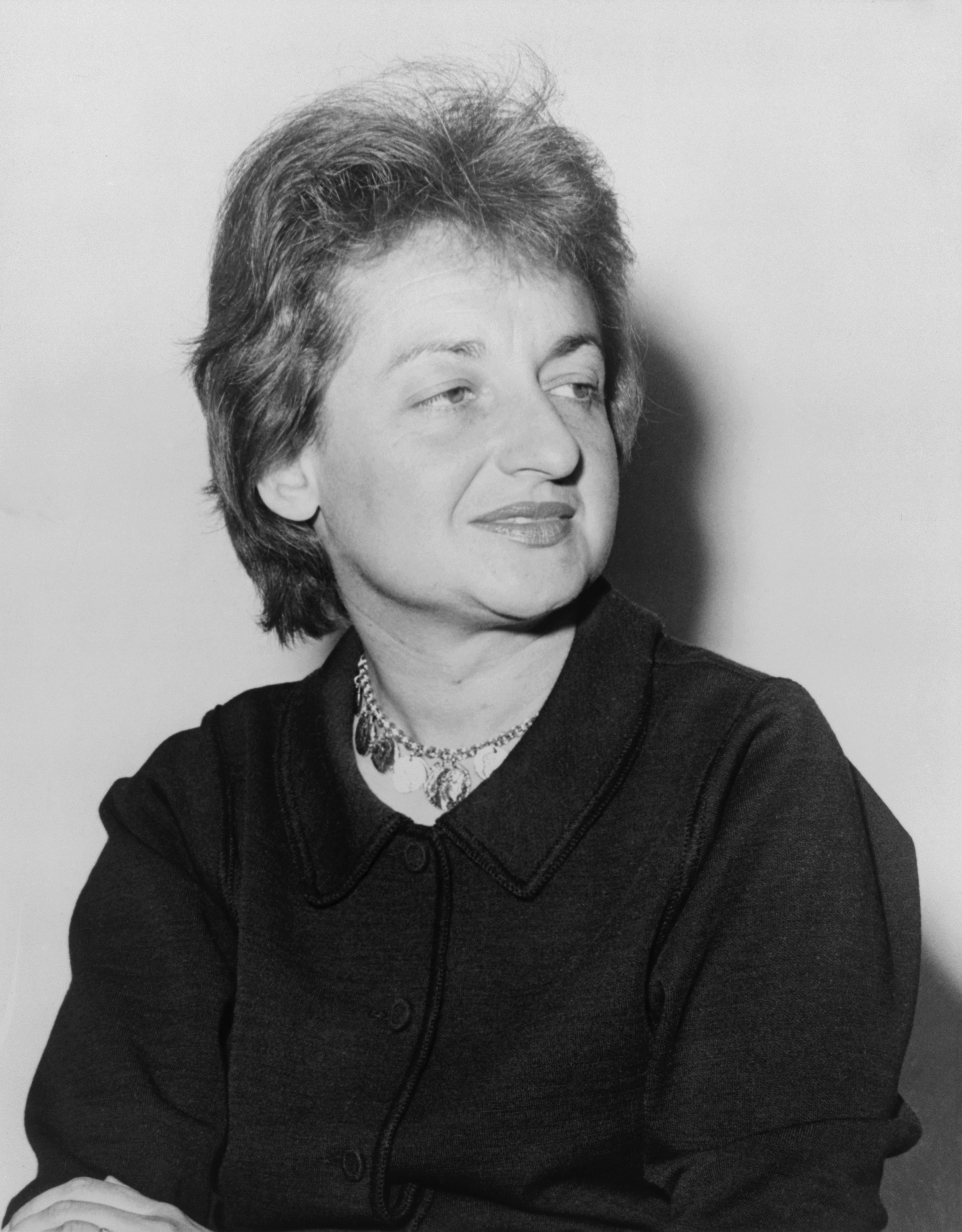
Betty Friedan en 1960

El objetivo de las feministas liberales, a finales de 1800 y principios de 1900, era lograr el voto de las mujeres con la idea de posteriormente ganar la libertad individual. Les preocupaba obtener la libertad a través de la igualdad poniendo fin a la crueldad de los hombres hacia las mujeres y logrando la libertad de oportunidades para convertirse en personas completas. Consideraban que ningún gobierno o costumbre debía prohibir el ejercicio de la libertad personal. Las feministas liberales iniciales tuvieron que combatir el supuesto de que solo los hombres blancos merecían tener todos los derechos de ciudadanía.
Feministas como Mary Wollstonecraft, Judith Sargent Murray y Frances Wright abogaron por la inclusión política plena de las mujeres.  En 1920, después de casi 50 años de intenso activismo, finalmente, se concedió a las mujeres de Estados Unidos el derecho de voto y el derecho a ejercer una función pública. 
El feminismo liberal se mantuvo en silencio durante las cuatro décadas posteriores a lograr el derecho al voto. En la década de 1960, durante el movimiento en defensa de los derechos civiles, las feministas liberales establecieron un paralelismo entre la discriminación racial sistémica y la discriminación sexual.
Nacieron entonces grupos como la Organización Nacional de Mujeres (1966),  la Asamblea Política Nacional de Mujeres (1971) y la Liga de Acción Equidad de las Mujeres (1968-1989) para promover los derechos de las mujeres. En EE. UU. estos grupos lucharon para la ratificación de la llamada "Enmienda de Igualdad de Derechos" con la esperanza de asegurar que los hombres y las mujeres eran tratados como iguales en virtud de las leyes democráticas, al igual que en todos los ámbitos de la vida de las mujeres, incluyendo la reproducción, el trabajo y la igualdad de retribución. Otras cuestiones importantes para las feministas liberales eran los derechos reproductivos y el acceso al aborto, el acoso sexual, el voto, la educación, la compensación justa por el trabajo, el acceso al cuidado de niños, el acceso al cuidado de salud y sacar a la luz la sistemática violencia sexual y de género contra las mujeres.

## Defensoras
Los escritores feministas populares asociados con esta teoría son Mary Wollstonecraft, John Stuart Mill, Helen Taylor; las feministas de la Segunda Ola: Betty Friedan y Gloria Steinem; y la feminista de la tercera ola: Rebecca Walker.

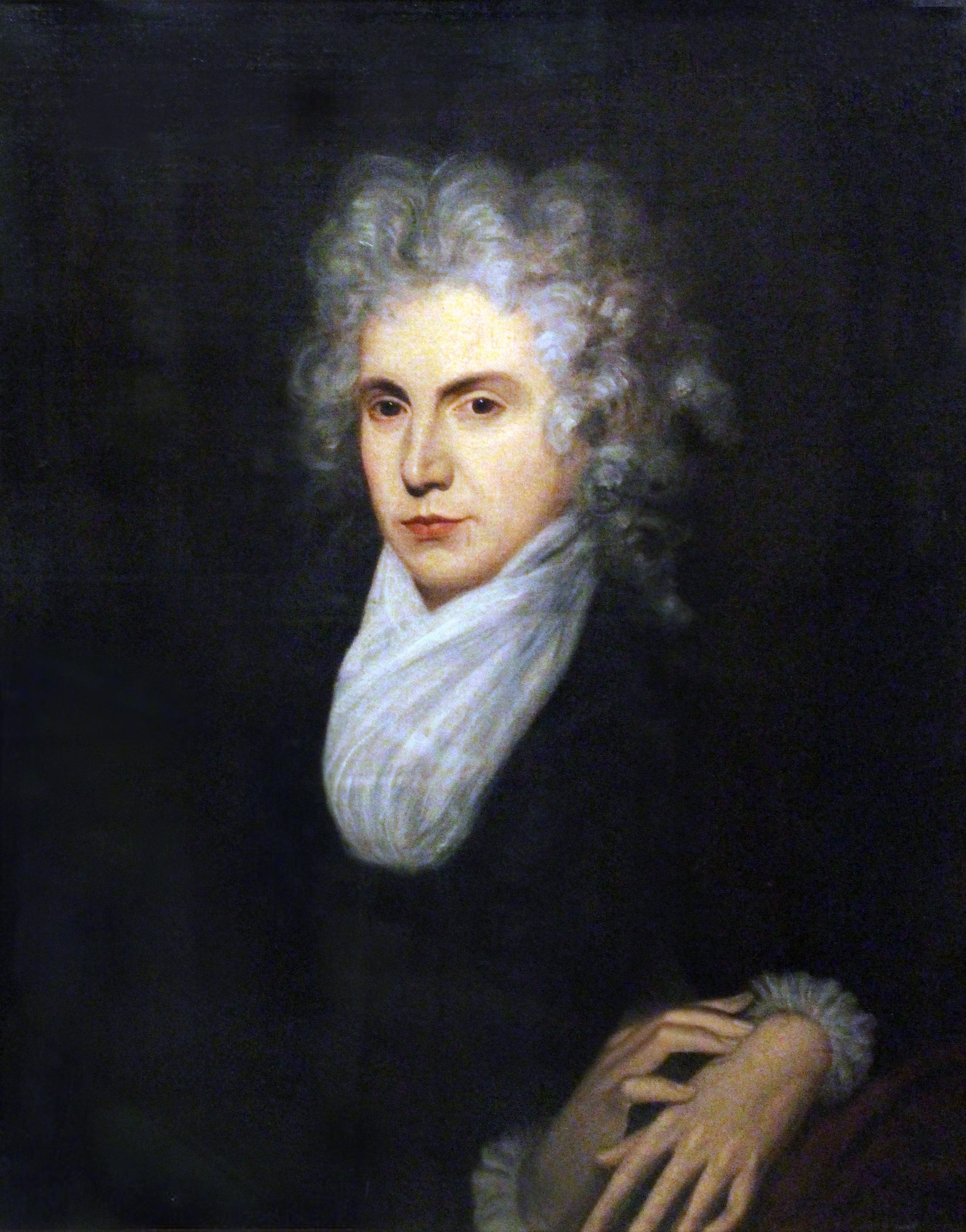
Mary Wollstonecraft
Mary Wollstonecraft (1759–1797), en su obra Vindicación de los Derechos de la Mujer, comentó la opinión de la sociedad sobre la mujer y alentó a las mujeres a usar sus voces para tomar decisiones separadas de las decisiones que previamente se tomaron por ellas. Wollstonecraft "negó que las mujeres sean, por naturaleza, más buscadoras de placer y de placer que los hombres. Ella razonó que si estuvieran confinadas en las mismas jaulas que atrapan a las mujeres, los hombres desarrollarían los mismos personajes imperfectos. Lo que Wollstonecraft, sobre todo, buscaba para las mujeres era la personalidad." Junto con Judith Sargent Murray y Frances Wright, Wollstonecraft fue una de las primeras grandes defensoras de la inclusión plena de las mujeres en la política.
Elizabeth Cady Stanton

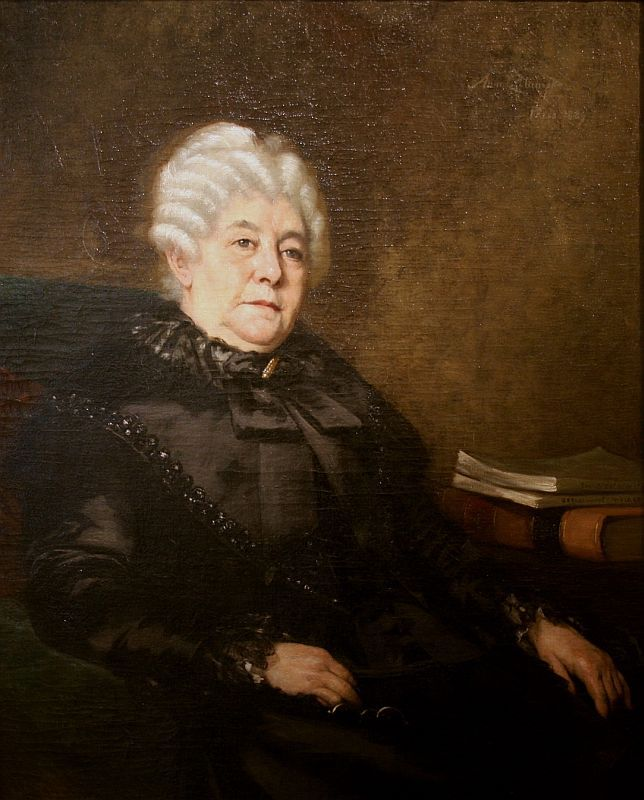
Elizabeth C. Stanton

Elizabeth Cady Stanton (1815-1902) fue una de las mujeres más influyentes en el feminismo de la primera ola. Como activista social estadounidense, contribuyó a orquestar la Convención de Seneca Falls, la primera convención sobre los derechos de la mujer , que se celebró en Seneca Falls, Nueva York. No solo fue importante el movimiento sufragista, sino que también estuvo involucrada en los derechos de custodia y paternidad de las mujeres, las leyes de divorcio, el control de la natalidad, el empleo y los derechos de ingresos, entre otros. Su compañera en este movimiento fue la igualmente influyente Susan B. Anthony. Juntas, lucharon por un cambio lingüístico en las Enmiendas XIV y XV para incluir a "mujeres". Además, en 1890 fundó la National American Woman Suffrage Association y residió como presidenta hasta 1892. A pesar de no haber escrito un texto feminista, produjo muchos discursos, resoluciones, cartas, llamadas y peticiones que alimentaron la primera ola y mantuvieron la espíritu vivo. Además, al reunir un gran número de firmas, ayudó a aprobar la Ley de Propiedad de Mujeres Casadas de 1848, que consideraba a las mujeres legalmente independientes de sus esposos y les otorgaba sus propias propiedades. Juntas, estas mujeres formaron lo que se conoció como NWSA (Asociación Nacional de Sufragio de Mujeres), que se centró en trabajar en los tribunales para obtener el sufragio.
John Stuart Mill

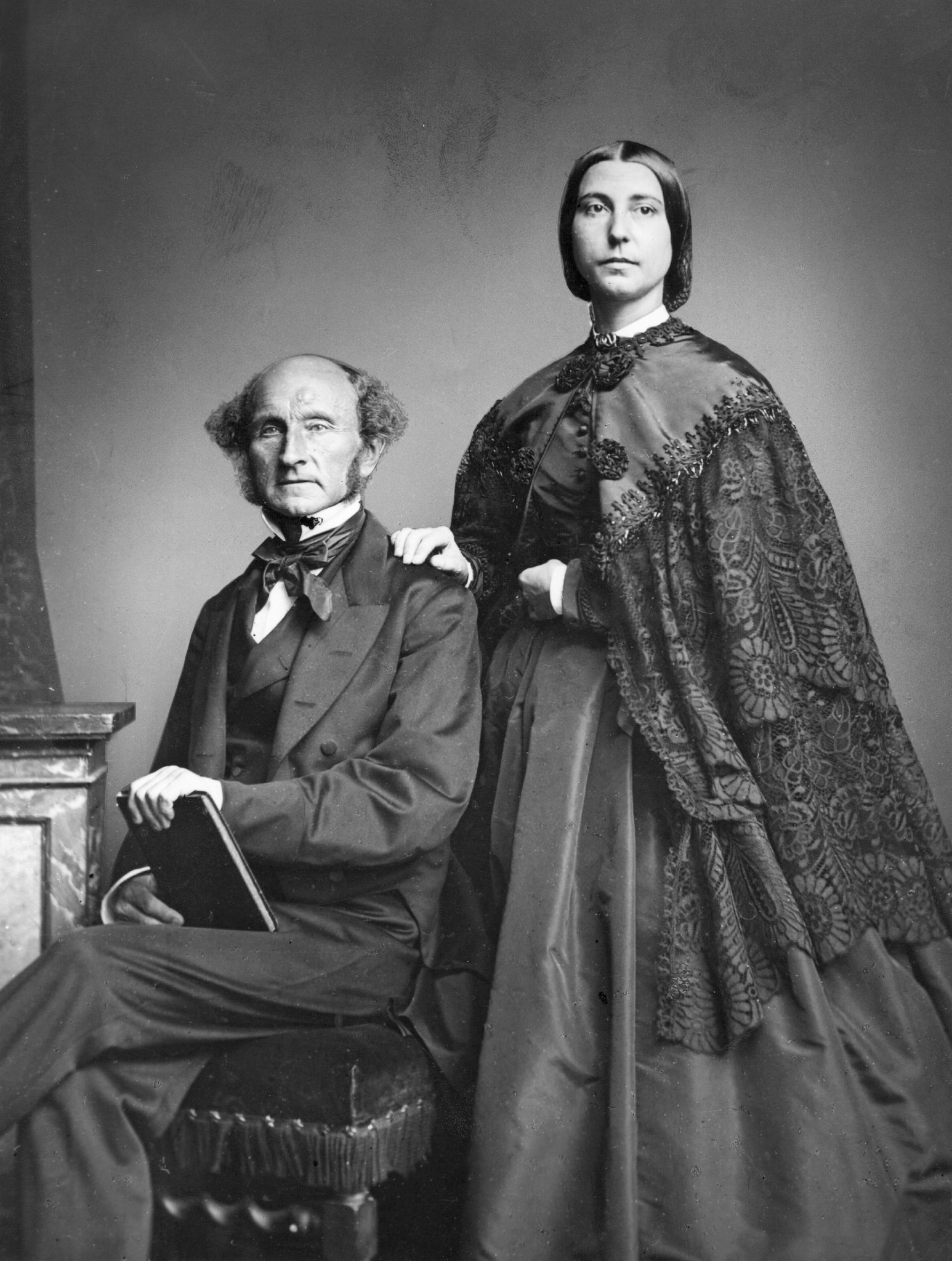
J.S. Mill y Helen Taylor

John Stuart Mill ( 1806-1873) creía que ambos sexos debían tener los mismos derechos según la ley y que "hasta que existan condiciones de igualdad, nadie puede evaluar las diferencias naturales entre mujeres y hombres. Lo que es natural para los dos sexos solo se puede descubrir permitiendo que ambos desarrollen y utilicen sus facultades libremente ".
Mill se refería con frecuencia a este desequilibrio y se preguntaba si las mujeres podían sentir la misma "genuina falta de egoísmo" que los hombres sentían al proveer a sus familias. Este desinterés que Mill defendió es el que "motiva a las personas a tener en cuenta el bien de la sociedad, así como el bien de la persona individual o de la pequeña unidad familiar. Al igual que Mary Wollstonecraft, Mill comparó la desigualdad sexual con la esclavitud, argumentando que sus esposos suelen ser tan abusivos como los amos, y que un ser humano controla casi todos los aspectos de la vida de otro ser humano.
En su libro La sujeción de las mujeres, Mill argumenta que tres partes principales de la vida de las mujeres las obstaculizan: la sociedad y la construcción de género, la educación y el matrimonio. [15] También argumenta que la desigualdad sexual está inhibiendo enormemente el progreso de la humanidad.

## Críticas

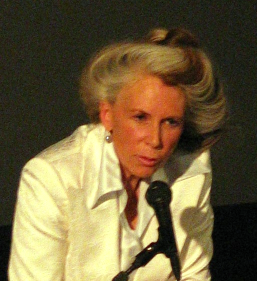
Catherine MacKinnon considera que el liberalismo y el feminismo incompatibles.

Las críticas al feminismo liberal sostienen que asumir posiciones individualistas hacen difícil ver las maneras en que las estructuras sociales subyacentes y los valores generan desventajas para las mujeres. Argumentan que, incluso, si las mujeres no dependen de hombres de manera individual, siguen dependiendo de un estado patriarcal. Estas críticas consideran que los cambios institucionales como la introducción del sufragio femenino son insuficientes para emancipar a las mujeres.
Una de las críticas más frecuentes al feminismo liberal es que, como estudio, centra demasiado su enfoque para caer en una "metamorfosis" de las mujeres en hombres, y al hacerlo, desprecia el significado del papel tradicional de las mujeres.  Entre las críticas, las posiciones señalan que el feminismo liberal se centra en el individuo, y al hacerlo, desacredita la importancia de la comunidad. También se ha hecho una crítica histórica al feminismo liberal que se centra en su pasado racista, clasista y heterosexista.
Otros críticos, como las feministas negras y las feministas poscoloniales, afirman que el feminismo liberal dominante refleja solo los valores de las mujeres blancas de clase media, heterosexuales y ha ignorado en gran medida a las mujeres de diferentes razas, culturas o clases. Estos grupos expresan que la idea del feminismo liberal se basa en el privilegio blanco y que, en determinadas ocasiones, el feminismo liberal no reconoce cómo las mujeres de color no tenían voz al expresar su opinión sobre la desigualdad, por lo que el feminismo liberal no incluye el racismo y la discriminación debido a su construcción histórica.

## Símbolos del feminismo liberal

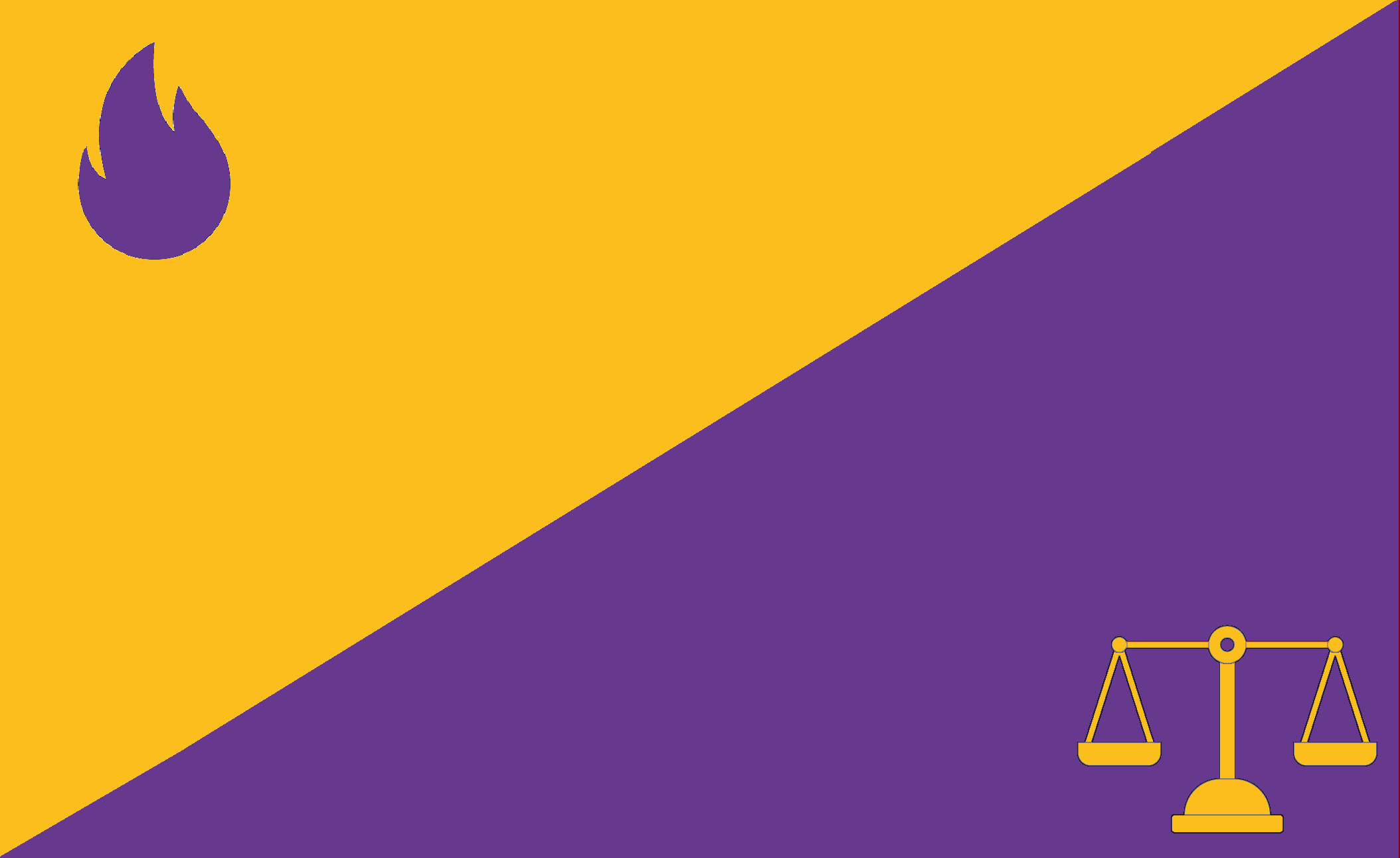
Bandera del feminismo-liberal.

El morado es el color universal del feminismo, mientras que el amarillo es el color símbolo del liberalismo, también la llama de la libertad, representa la autonomía de las mujeres y la balanza de la igualdad, representa la equidad de género.

## Representantes del feminismo liberal
- Siglo XVII
  - Mary Wollstonecraft
  - Judith Sargent Murray
  - Frances Wright
- Siglo XIX
  - Harriet Taylor
  - John Stuart Mill
  - Helen Taylor
  - Harriet Tubman
  - Susan B. Anthony
  - Elizabeth Cady Stanton
  - Eleanor Roosevelt
- Siglo XX
  - Carmen da Silva
  - Betty Friedan
  - Bella Abzug
  - Gloria Steinem
  - Rebecca Walker
  - Naomi Wolf
  - Martha Nussbaum
  -  Clara Campoamor
- Siglo XXI
  - María Blanco González

## Organizaciones
- National Organization for Women (NOW)
- National Women's Political Caucus (NWPC)
- Women's Equity Action League (WEAL)
- The International Network of Liberal Women (INLW)
- The Ladies of Liberty Alliance (LOLA)